# Колђордано (Перуђа)
Колђордано је насеље у Италији у округу Перуђа, региону Умбрија.
Према процени из 2011. у насељу је живело 149 становника. Насеље се налази на надморској висини од 300 м.